# Macgillycuddy's Reeks

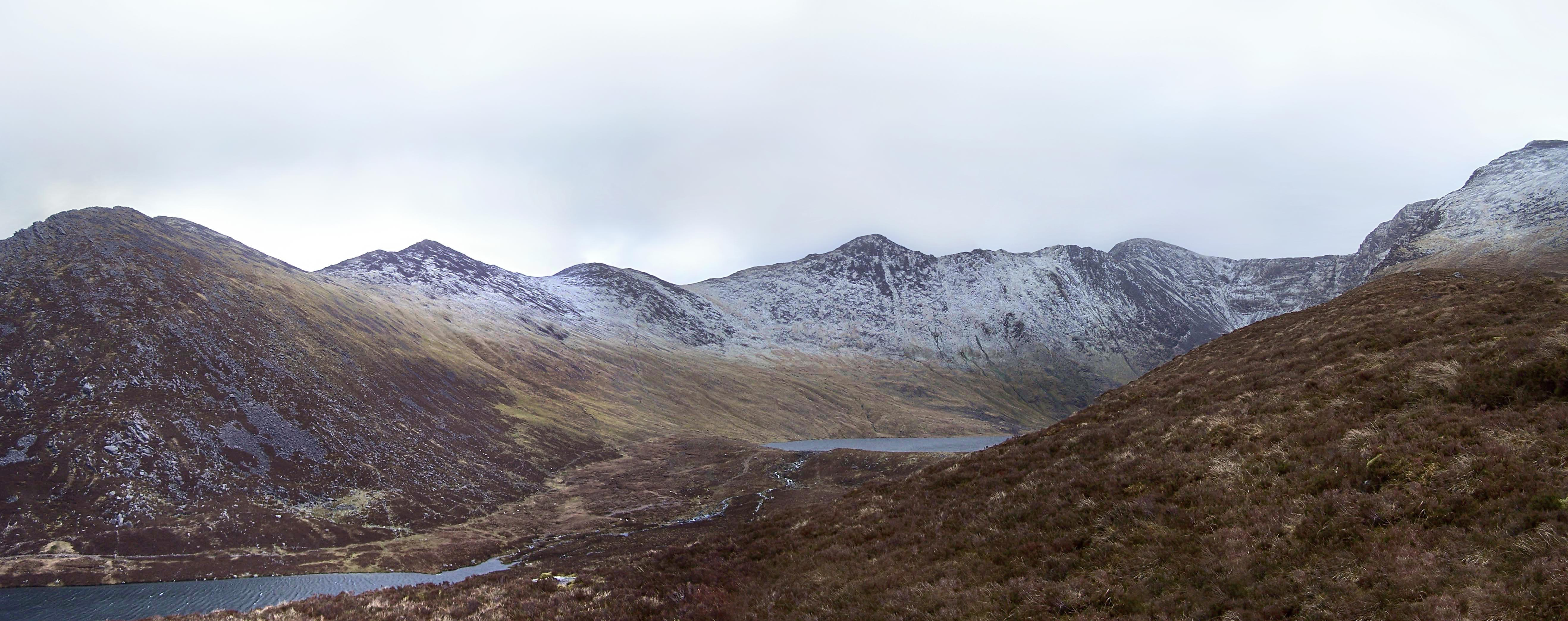
Thung lũng Coomloughra

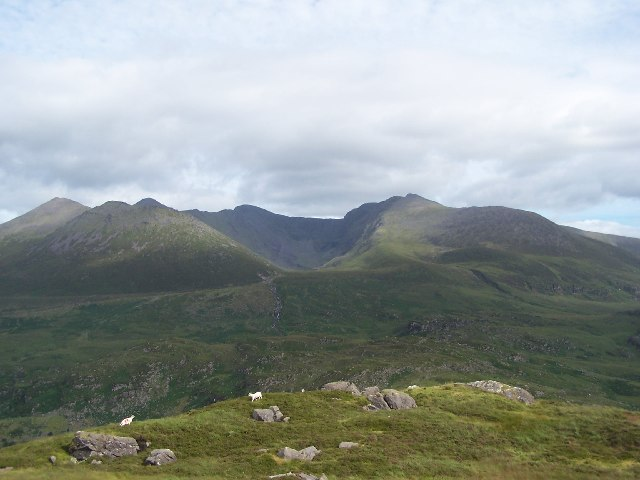
MacGillycuddy's Reeks

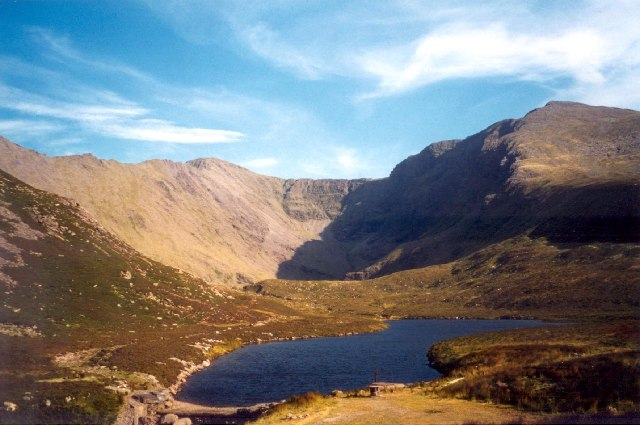
thung lũng hẹp Coomloughta

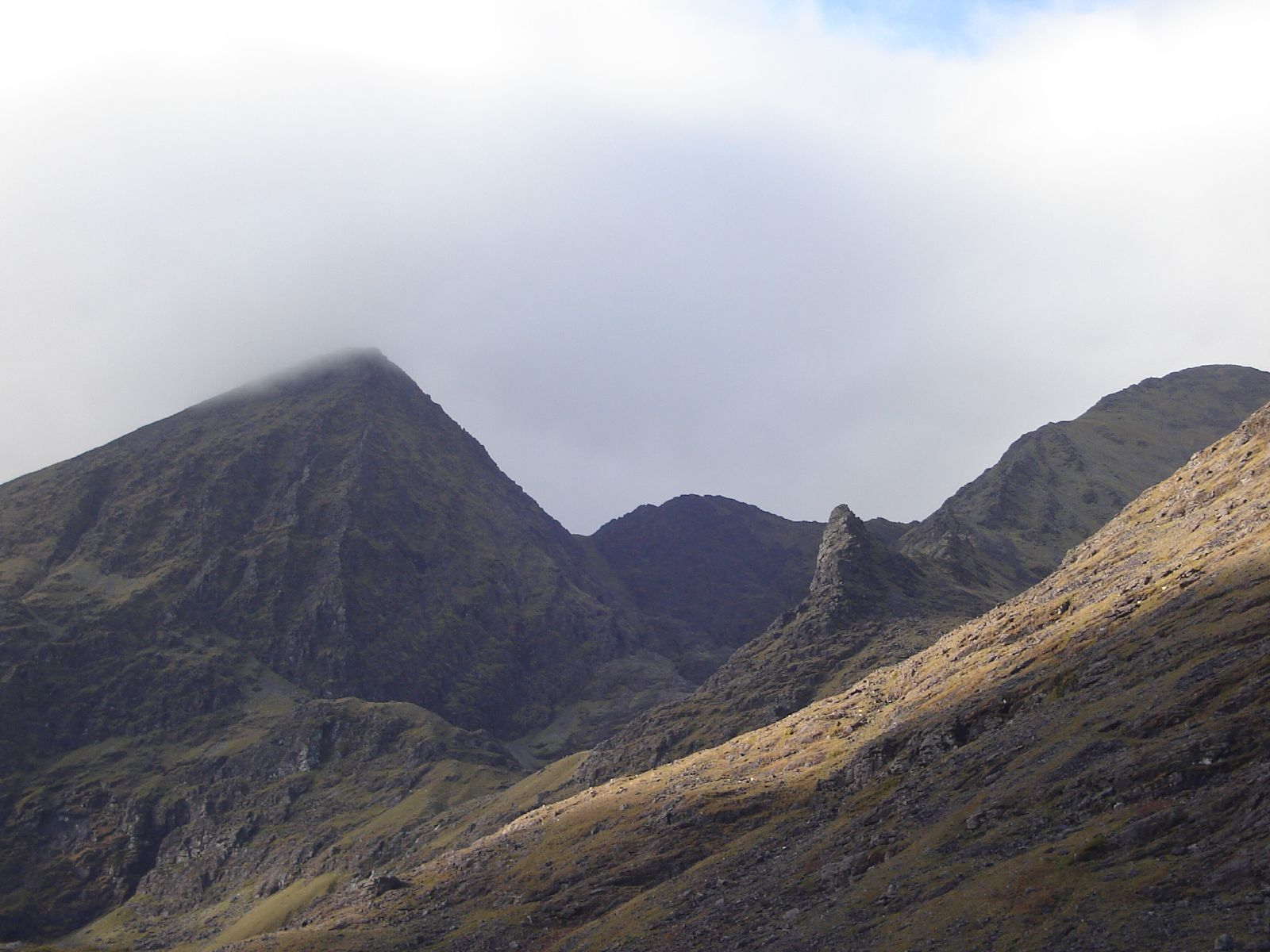
Corrán Tuathail và Hag's Tooth

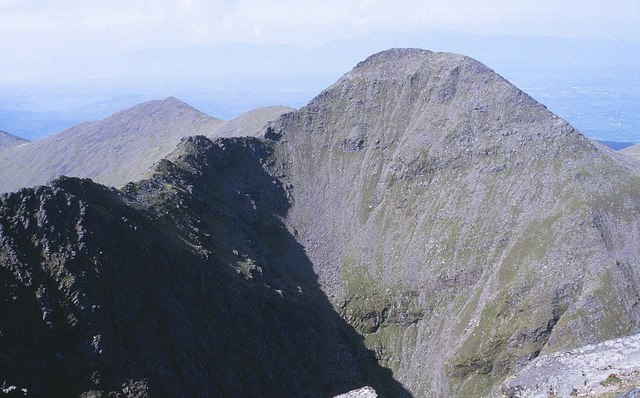
Binn Chaorach

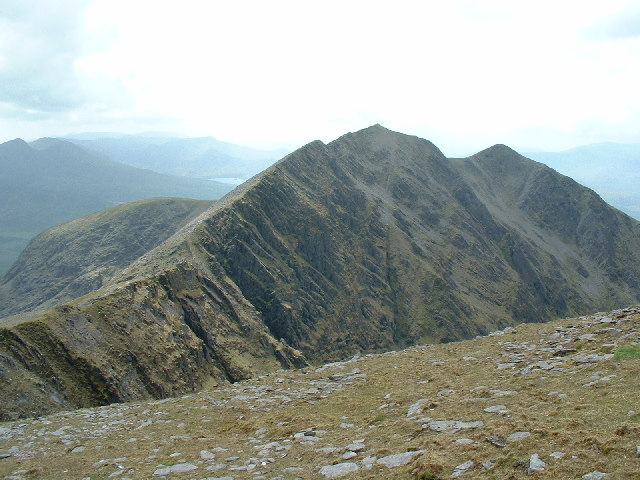
Cathair na Féinne

MacGillycuddy's Reeks (tiếng Ireland: Na Cruacha Dubha, nghĩa là 'Đống rơm đen') là một dãy núi tại hạt Kerry, Cộng hòa Ireland. Chỉ kéo dài khoảng hơn 19 km (12 mi), dãy núi này có đỉnh núi cao nhất Ireland và những đỉnh duy nhất vượt quá 1.000 mét (3.300 ft). Ba đỉnh cao nhất là Carrauntoohil (1.038 m), Beenkeragh (1.010 m) và Caher (1,001 m).
Cái tên MacGillycuddy's Reeks xuất hiện vào thế kỷ 18, bắt nguồn từ tên gia đình/thị tộc Mac Giolla Mochuda (Anh hóa thành MacGillycuddy). Các tộc trưởng, McGillycuddy of the Reeks, sở hữu đất tại vùng này của Munster trong một thời gian dài trước đó, và tiếp tục cho tới tập cuối thế kỷ 20. Từ reek là phiên bản tiếng Anh Ireland của rick, nghĩa là đống rơm.
"MacGillycuddy's Reeks" cũng là tên của một bài hát trong album My Ride's Here của Warren Zevon. The song is set on the Iveragh Peninsula and also mentions the "Killarney shore" and Innisfallen. It was co-written by Ulster poet Paul Muldoon.

## Danh sách đỉnh núi
| #  | Tên chính                           | Tên khác                                  | Độ cao |
| -- | ----------------------------------- | ----------------------------------------- | ------ |
| 1  | Corrán Tuathail                     | Carrauntoohil                             | 1.038m |
| 2  | Binn Chaorach                       | Beenkeragh, Benkeeragh                    | 1.010m |
| 3  | Cathair na Féinne                   | Caher                                     | 1.001m |
| 4  | Cnoc na Péiste                      | Knocknapeasta                             | 988m   |
| 5  | Cathair Thiar                       | Caher West                                | 975m   |
| 6  | Maolán Buí                          | -                                         | 973m   |
| 7  | The Bones                           | Carrauntoohil Tooth, Knockoughter         | 959m   |
| 8  | Cnoc an Chuillin                    | -                                         | 958m   |
| 9  | An Gunna Mór                        | The Big Gun, Lackagarrin, Foilnabreachaun | 939m   |
| 10 | Cruach Mhór                         | -                                         | 932m   |
| 11 | Cnoc an Chuillinn Thoir             | Cnoc an Chuillinn East                    | 926m   |
| 12 | Cnoc Broinne Thiar                  | Knockbrinnea West                         | 854m   |
| 13 | Stumpa Bharr na hAbhann             | -                                         | 851m   |
| 14 | Screig Mhór                         | Skregmore                                 | 848m   |
| 15 | Cnoc Broinne Thoir                  | Knocnbrinnea East                         | 847m   |
| 16 | Cnoc na Toinne                      | -                                         | 845m   |
| 17 | Cnoc Iochtair                       | -                                         | 747m   |
| 18 | Cnoc an Bhráca                      | -                                         | 731m   |
| 19 | Cnoc na dTarbh                      | -                                         | 655m   |
| 20 | Stumpa an tSaimh/ Stuimpín an Daimh | Hag's Tooth, Stumpeenadaff                | 650m   |
| 21 | Cnoc Breasail                       | Brassel                                   | 575m   |
| 22 | Screig Bheag                        | Skregbeg                                  | 573m   |
| 23 | Binn Bhán                           | -                                         | 461m   |
| 24 | Binn Dubh                           | -                                         | 452m   |
| 25 | Binn Dhearg                         | Beendarrig, Bendarrig                     | 451m   |
| 26 | Struicín                            | Strickeen                                 | 440m   |
| 27 | Cnoc Breac                          | Knockbrack                                | 425m   |